# Ley de Orden Público de 1933
La Ley de Orden Público de 1933 fue la ley aprobada por las Cortes de la Segunda República española el 28 de julio de 1933 que sustituyó a la Ley de Defensa de la República, norma de excepción que había regulado el orden público durante el primer bienio republicano (1931-1933). Fue profusamente utilizada por el gobierno de Manuel Azaña hasta su caída en octubre de 1933, por los gobiernos radical-cedistas del segundo bienio (1933-1935), y por el gobierno del Frente Popular, por lo que las garantías constitucionales estuvieron suspendidas prácticamente durante todo ese tiempo (desde julio de 1933 al inicio de la guerra civil española). También fue aplicada por la dictadura franquista hasta la promulgación por el general Franco de la Ley de Orden Público de 1959.

## El contenido de la ley
La ley fue redactada por Oriol Anguera de Sojo, entonces colaborador de Azaña y posteriormente ministro de la CEDA, que tomó como referencia el anteproyecto de Ley de Orden Público elaborado por la Asamblea Nacional de la Dictadura de Primo de Rivera, del que copió, entre otras cosas, los tres tipos de estado de excepción (prevención, alarma y guerra).
La Ley de Orden Público facultaba al gobierno para establecer tres estados de excepción por Decreto, sin necesidad de que las Cortes suspendieran previamente las garantías constitucionales (así lo afirmó el miembro de la Comisión José Sánchez-Covisa de Acción Republicana frente a algunos diputados de la oposición que decían que la Ley Orden Público sólo podía regir en el supuesto de previa suspensión de las garantías constitucionales: «la Constitución dice que cuando estén suspendidas las garantías constitucionales regirá la Ley de Orden Público, que no es lo mismo. La diferencia esencial entre la Ley de Orden Público de 1870 -creo que lo ha dicho el ministro de la Gobernación y se consigna en el preámbulo del Proyecto de Ley-, la diferencia esencial está en que aquélla necesitaba previamente la suspensión de las garantías, y ésta no la precisa»).:
- El estado de prevención facultaba al Gobierno, que era quien lo declaraba, para tomar «medidas no aplicables en régimen normal» durante dos meses, que podían ser prorrogados.[3] Estas medidas gubernativas afectaban al derecho de “libre de circulación por el territorio nacional, facultaban la intervención en industrias y comercios que pudieran motivar alteraciones del orden público, con la posibilidad de suspenderlos temporalmente, obligaban a la presentación previa de publicaciones y atribuían competencias preventivas sobre reuniones y asociaciones”.[4]

- El estado de alarma podía ser declarado por el Gobierno «cuando así lo exija la seguridad del Estado, en casos de notoria e inminente gravedad». Facultaba a las autoridades gubernativas para practicar registros  de domicilios, detenciones preventivas, imponer penas de destierro hasta 250 kilómetros (que era el límite establecido en la Constitución), «compeler» a presuntos alteradores al cambio de residencia, prohibir actos públicos y disolver asociaciones consideradas peligrosas.[5] José Sánchez Covisa, presidente de la Comisión y defensor del dictamen, reconoció que el estado «de alarma es un estado de suspensión absoluta de garantías. De modo que del estado de alarma al de guerra no hay más que un paso: la resignación de los poderes de la autoridad civil y la entrega del mando a la autoridad militar».[2]

- El estado de guerra también era declarado por el Gobierno si la autoridad civil no pudiera «dominar en breve término la agitación y restablecer el orden». Bajo el estado de guerra asume el mando supremo la autoridad militar.[6]

En los estados de prevención y de alarma los presuntos delitos contra el orden público no eran juzgados por los tribunales ordinarios sino por unos “tribunales de urgencia” creados por la ley e integrados por magistrados de la correspondiente Audiencia Nacional, y en los que los sumarios y causas se tramitarían perentoriamente. “Lo paradójico es que la Constitución republicana, en su artículo 105, había previsto que mediante Ley se organizasen «tribunales de urgencia para hacer efectivo el derecho de amparo de las garantías individuales», pero éstos nunca llegaron a constituirse". En el estado de guerra, los acusados eran juzgados por consejos de guerra integrados únicamente por militares, a diferencia de la anterior Ley de Orden Público de 1870 y del anteproyecto de Ley de Orden Público de Primo de Rivera de 1929 en las que los consejos de guerra estaban compuestos por civiles y militares, “norma, a todas luces menos militarista y que hubiera aportado unas mayores garantías al proceso militar”.
Las sanciones impuestas por los “tribunales de urgencia” podían ser recurridas ante el Tribunal de Garantías Constitucionales, pero se presentaron muy pocos recursos, lo que sería una prueba de su ineficacia.

## El debate parlamentario
Según Manuel Ballbé, “el motivo de supresión de la Ley de Defensa de la República y la creación de una Ley de Orden Público no venía determinado por la voluntad gubernamental de poner fin al sistema excepcional vigente, sino que se explica porque los federales de José Franchy Roca para su entrada en el Gobierno -que ampliaba la base de apoyo parlamentario- pusieron como condición la derogación de la Ley de Defensa de la República”. Sin embargo Gabriel Jackson afirma que fueron los socialistas los que obligaron a Azaña a derogar la Ley de Defensa de la República a cambio de su continuidad en el gobierno.
El proyecto de Ley de Orden Público fue presentado a las Cortes en abril de 1933 y el debate parlamentario tuvo lugar en junio, siendo aprobada, no sin fuerte oposición, en el mes de julio.
Intervinieron en contra de la aprobación de la ley Antonio Royo Villanova de la Minoría Agraria que dijo que con ella «el ciudadano... está entregado a la arbitrariedad de la autoridad gubernativa»; Eduardo Ortega y Gasset que advirtió de la imprecisión de los conceptos que contenía que podían volverse contra los mismos que la apoyaban (“Creo que esta Ley debiera ser considerada, reflexionada y meditada. Por el contrario, vamos a ella de una manera improvisada, de una manera temeraria, ofreciendo un instrumento de tortura en el porvenir a los elementos de reacción que un día puedan triunfar”) y concluyó “el defecto cardinal de esta Ley es el de querer hacer compatible un estado de excepción con el estado normal”; José María Gil Robles pidió al Gobierno y a la mayoría parlamentaria que lo apoyaba “que no piensen desde el punto de vista de los que se encuentran en el poder, porque torres más altas han caído y los que hoy se hallan arriba, mañana pueden estar abajo»; José Antonio Balbontín del grupo llamado de los jabalíes señaló que la nueva ley era como la Ley de Defensa de la República, sólo que con otro nombre, ya que el estado de prevención o alarma previsto «será poco menos que perpetuo. Los preceptos señalados aquí para regular el estado de alarma son los que vienen rigiendo desde que se implantó la República... Habéis deportado ya a obreros sin necesidad de esta Ley a más de 250 kilómetros que establecía la Constitución. Ahora habéis deportado 36 obreros en Sevilla sin que hubieran cometido ninguna infracción, sólo como medida preventiva». Por último Angel Ossorio y Gallardo, que había sido el presidente de la Comisión Jurídica Asesora que redactó el anteproyecto de Constitución de 1931, planteó la anticonstitucionalidad de algunos artículos, entre ellos el 18 que permitía a la autoridad la prohibición preventiva de cualquier reunión. Como ha señalado el historiador Manuel Ballbé:

Los acontecimientos posteriores demostraron cuán acertadas eran las críticas… y que en realidad esta Ley completaba las bases de un Estado autoritario. Otra paradoja de la Historia ha sido que los autores de la misma -principalmente los socialistas- serían sus primeras víctimas

## La aplicación de la ley: el estado de excepción como regla
Poco tiempo después de la entrada en vigor de la Ley, ya fue utilizada. El 18 de agosto de 1933 se declara el estado de prevención en Sevilla, que permanecerá hasta el 18 de octubre. Pero el gobierno republicano-socialista de Manuel Azaña no tuvo prácticamente tiempo para aplicarla pues cayó tres meses después. Los gobiernos radical-cedistas del segundo bienio recurrirán de forma sistemática a la Ley de Orden Público, por lo que  “el  estado de excepción pasará a ser la regla, siendo verdaderamente excepcionales los períodos en que rige la normalidad constitucional. Durante prácticamente los cuatro últimos meses de 1933 -es decir, desde el mismo momento de aprobación de la Ley de Orden Público- y los dos años siguientes, está permanentemente declarado el estado de prevención, de alarma o de guerra”.
Durante los seis meses de gobierno del Frente Popular hasta el inicio de la guerra civil española tampoco se volvió a la normalidad constitucional, pues el estado de alarma declarado por el gobierno de Portela Valladares el 17 de febrero fue prorrogado mes a mes por los gobiernos de Manuel Azaña y de Santigo Casares Quiroga, y eso a pesar de que en el programa de la coalición se incluía el restablecimiento de las garantías constitucionales y la revisión de la Ley de Orden Público para que «sin perder nada de su eficacia defensiva garantice mejor al ciudadano contra la arbitrariedad del poder; adoptándose también las medidas necesarias para evitar las prórrogas abusivas de los estados de excepción».
Durante la guerra civil española, el estado de alarma fue prorrogado mensualmente por los gobiernos de José Giral, Largo Caballero y Negrín, hasta que un Decreto de 23 de enero de 1939 declaró el estado de guerra en la zona republicana.